# Jerome Dyson
Pour les articles homonymes, voir Dyson (homonymie).
Jerome Clifton Dyson, né le 1er mai 1987 à Rockville au Maryland, est un joueur américain de basket-ball.

## Palmarès

### En club
- Championnat d'Italie (1) :
  - Vainqueur : 2015.
- Coupe d'Italie (1) :
  - Vainqueur : 2015.
- Supercoupe d'Italie (1) :
  - Vainqueur : 2014.
- Championnat d'Israël (1) :
  - Vainqueur : 2017.

### Distinctions individuelles
- Supercoupe d'Italie (1) :
  - MVP : 2014.
- NBA D-League All-Star (1) :
  - Participation : 2012.